# Chromatophania emdeni
Chromatophania emdeni är en tvåvingeart som beskrevs av Louis-Paul Mesnil 1952. Chromatophania emdeni ingår i släktet Chromatophania och familjen parasitflugor.
Artens utbredningsområde är Kongo. Inga underarter finns listade i Catalogue of Life.